# 文人画研究会
一般財団法人文人画研究会（いっぱんざいだんほうじん　ぶんじんがけんきゅうかい）は、書画や古文書類の蒐集や保存、画や詩文から読み取った情報のデータベース化など、近世の日本人が共有していた知的遺産を現代に活かす目的で結成された団体。公式の英語表記はGeneral foundational juridical person Literary artist's style painting research society。
古美術の評価鑑定を目的とした美術批評はおこなっていない。

## 概要
江戸時代化政期（1804～30）に活躍した儒者として知られる頼山陽（らいさんよう　1780-1832）を中心とする笑社（のちに「真社」と改名）の社中であった文人画家を中心に、近世の頭脳集団が共有していた精神世界を分析し、その情報を提供するために設立された。
　平成20年（2008）4月に任意団体「文人画研究会」として活動を開始し、平成 26年（2014）12月1日より「一般財団法人文人画研究会」と改名。江戸時代の文人画家が遺した精神文化を現代に蘇らせる活動として「読画塾」を運営。文人画に関する情報を収集し、中国学・宗教学・図像学・法律学などを専攻する役員・研究員による画像分析および文字情報を公開する場として、「文人画展」「古画展観席」を開催している。

## 出版物
- 『清娯帖―梅逸の茶会席図案』（文人画研究会 2008年9月刊）[1]
- 『読画入門―浦上春琴の論画詩に学ぶ』（文人画研究会 2010年3月刊）[2]
- 『読画稿』（一般財団法人文人画研究会 2015年8月刊）[3]
- 『法住経[4]と法住記[5]』（一般財団法人文人画研究会 2018年11月刊）[6]
- 『十六羅漢図の原点』[7]（一般財団法人文人画研究会 2019令和元年11月刊）[8]
- 『笑社論集』[9]（一般財団法人文人画研究会 2021年9月刊）[10]
- 『寛政の聖蹟図―『孔子行状図解』と文人藝術の創生』（一般財団法人文人画研究会 2023年3月刊）[11]
- 定期刊行物　 文人画情報誌『読画塾』（2012年5月創刊）[12]
- 別冊 読画塾「山本梅逸《茗讌品目》の世界」（賣茶流家元 友仙窟 開創100周年記念号）特集　売茶流の歴史：流祖・八橋売茶翁―初　　 代友仙窟・友仙―二代友仙窟・友松―三代友仙窟・友正―賣茶流アルバム╱山本梅逸《茗讌品目》の世界（一般財団法人文人画研究会編　汲古書院2015年12月刊）
- 別冊 読画塾Ⅱ「英訳《法住経》《法住記》」　Dharmasthiti sūtra（P. Dhammaṭṭha Sutta）Mahā Arhat Nandhimitra nirdeśa Dharmasthiti Vyākaraṇa（P. Mahā Arahant niddesa Dhammaṭṭha Vyākaraṇa）Text translated into Chinese by Xuan-zang（一般財団法人文人画研究会編　汲古書院2020年1月刊）